# Ицгар
Ицгар (Ицхар; др.-евр. יצהר‬) — библейский персонаж, внук Левия, сын Каафа отец Корея, Нефега и Зихри, брат Амрама и дядя Аарона, Мириам и Моисея. Никаких дополнительных подробностей о его жизни Библия не приводит, и, по мнению некоторых библейских критиков, генеалогия потомков Левия является этиологическим мифом, отражающим популярное восприятие связей между различными фракциями левитов.
Ицгар дважды упоминается среди сыновей Каафа, тем не менее, Книга Паралипоменон всего несколькими стихами позже утверждает, что именно (ранее не упомянутый) сын Каафа по имени Аминадав стал отцом Корея. Однако это были известные клановые имена, не всегда связанные с прямыми сыновьями, как ожидается в западных генеалогиях. Позже в Книге Паралипоменон имя Аминадава приводится как имя вождя уззиилитов клана, который, согласно библейской генеалогии, произошел от Уззиила, брата Ицгара.